# Universal Disk Format
O Universal Disk Format (UDF) é uma especificação do formato de um sistema de arquivos em um disco ótico. É uma implementação do padrão ISO/IEC 13346 (também conhecido como ECMA-167). Ele é considerado um substituto para ISO 9660, e é amplamente usado para mídias óticas graváveis e regraváveis. O UDF é desenvolvido e mantido pela Optical Storage Technology Association (OSTA).

## Revisões do UDF
Múltiplas revisões do UDF apareceram:
- Revisão 1.02 (30 de agosto de 1996). Este formato é usado pelos discos DVD-Video.
- Revisão 1.50 (4 de fevereiro de 1997). Adicionado suporte para regravação em CD-R/DVD-R por introduzir a estrutura VAT. Adicionadas tabelas econômicas para gerenciamento de defeitos em mídias regraváveis, como CD-RW, DVD-RW e DVD+RW.
- Revisão 2.00 (3 de abril de 1998). Adicionado suporte para arquivos de fluxo e arquivos em tempo real (para gravação em DVD) e gerenciamento simplificado de diretórios. Suporte ao VAT foi estendido.
- Revisão 2.01 (15 de março de 2000) é principalmente uma correção do defeito para UDF 2.00. Muitas ambiguidades do padrão foram resolvidas na versão 2.01.
- Revisão 2.50 (30 de abril de 2003). Adicionada a partição de metadados que facilita os metadados agrupados, recuperação mais fácil de falhas e duplicação opcional de informações sobre o sistema de arquivos: todos os metadados como nós e conteúdos de diretórios são escritas em uma partição separada que pode opcionalmente ser espelhada.
- Revisão 2.60 (1 de março de 2005). Adicionado o método Pseudo Overwrite para leitores que suportam a capacidade de Pseudo Overwrite nas mídias sequencialmente graváveis.

Para próximas versões do UDF, mudanças são discutidas em relação ao uso do UDF em discos rígidos muito grandes, e ao uso do UDF em discos holográficos.